# Red (Taylor Swift-album)
A Red Taylor Swift amerikai country-pop énekesnő-dalszerző negyedik stúdióalbuma. Az album 2012. október 12-én jelent meg, megjelenése hetében már több mint egymillió példányban kelt el, amivel megelőzte saját 2010-es albumát, a Speak Now-t. Az album első kislemeze a We Are Never Ever Getting Back Together.

## Az album dalai
| Red — Standard változat | Red — Standard változat                                | Red — Standard változat        | Red — Standard változat   | Red — Standard változat | Red — Standard változat | Red — Standard változat | Red — Standard változat | Red — Standard változat | Red — Standard változat |
| #                       | Cím                                                    | Szerző(k)                      | Producer(ek)              | Hossz                   |                         |                         |                         |                         |                         |
| ----------------------- | ------------------------------------------------------ | ------------------------------ | ------------------------- | ----------------------- | ----------------------- | ----------------------- | ----------------------- | ----------------------- | ----------------------- |
| 1.                      | State of Grace                                         | Taylor Swift                   | Nathan Chapman, Swift     | 4:55                    |                         |                         |                         |                         |                         |
| 2.                      | Red                                                    | Swift                          | Dann Huff, Chapman, Swift | 3:43                    |                         |                         |                         |                         |                         |
| 3.                      | Treacherous                                            | Swift, Dan Wilson              | Wilson                    | 4:02                    |                         |                         |                         |                         |                         |
| 4.                      | I Knew You Were Trouble                                | Swift, Max Martin, Shellback   | Martin, Shellback         | 3:39                    |                         |                         |                         |                         |                         |
| 5.                      | All Too Well                                           | Swift, Liz Rose                | Chapman, Swift            | 5:29                    |                         |                         |                         |                         |                         |
| 6.                      | 22                                                     | Swift, Martin, Shellback       | Martin, Shellback         | 3:52                    |                         |                         |                         |                         |                         |
| 7.                      | I Almost Do                                            | Swift                          | Chapman, Swift            | 4:04                    |                         |                         |                         |                         |                         |
| 8.                      | We Are Never Ever Getting Back Together                | Swift, Martin, Shellback       | Martin, Shellback         | 3:13                    |                         |                         |                         |                         |                         |
| 9.                      | Stay Stay Stay                                         | Swift                          | Chapman, Swift            | 3:25                    |                         |                         |                         |                         |                         |
| 10.                     | The Last Time (feat. Gary Lightbody a Snow Patrol-ból) | Swift, Lightbody, Jacknife Lee | Lee                       | 4:59                    |                         |                         |                         |                         |                         |
| 11.                     | Holy Ground                                            | Swift                          | Jeff Bhasker              | 3:22                    |                         |                         |                         |                         |                         |
| 12.                     | Sad Beautiful Tragic                                   | Swift                          | Chapman, Swift            | 4:44                    |                         |                         |                         |                         |                         |
| 13.                     | The Lucky One                                          | Swift                          | Bhasker                   | 4:00                    |                         |                         |                         |                         |                         |
| 14.                     | Everything Has Changed (feat. Ed Sheeran)              | Swift, Sheeran                 | Butch Walker              | 4:05                    |                         |                         |                         |                         |                         |
| 15.                     | Starlight                                              | Swift                          | Huff, Chapman, Swift      | 3:40                    |                         |                         |                         |                         |                         |
| 16.                     | Begin Again                                            | Swift                          | Huff, Chapman, Swift      | 3:57                    |                         |                         |                         |                         |                         |
| 65:11                   |                                                        |                                |                           |                         |                         |                         |                         |                         |                         |